# 常磐松が台
常磐松が台（じょうばんまつがだい）は、福島県いわき市にある町丁である。郵便番号は972-8323。

## 地理
いわき市中央部の常磐地区に属する。東で常磐湯本町、西で常磐上湯長谷町と隣接する。常磐上湯長谷町東端部の丘陵地が宅地造成されたことにより分離新設された地区である。常磐関船町内に所在するいわき中央警察署常磐分庁舎及び常磐消防署がそれぞれ管轄にあたる。

## 歴史
- 1990年 - 宅地造成に伴い常磐上湯長谷町より分離新設される[4]。

## 世帯数と人口
2023年10月31日現在の世帯数と人口は以下の通りである。
| 大字       | 世帯数  | 人口  |
| ---------- | ------- | ----- |
| 常磐松が台 | 152世帯 | 342人 |

## 小・中学校の学区
市立小・中学校に通う場合、学区は以下の通りとなる。
| 番地 | 小学校               | 中学校                   |
| ---- | -------------------- | ------------------------ |
| 全域 | いわき市立長倉小学校 | いわき市立湯本第一中学校 |

## 交通

### 道路
- いわき市道吹谷湯台堂線 - （福島県道14号いわき石川線といわき湯本温泉街とを結ぶメインアクセス路）

## 施設
- 湯本福音協会